# مربیگری
مربیگری (به انگلیسی: Coaching) گونه‌ای از رشد و پیشرفت است که در آن فردی به نام کوچ، شخص مراجع را برای دستیابی به اهداف حرفه‌ای یا شخصی‌اش، همراهی و هدایت و حمایت می‌کند. به عبارت دیگر مربیگری یک فرآیند است که مُراجع را قادر می‌سازد پایبندی به اهداف خود را تقویت کند، تا در نتیجه منجر به بهبود شرایط شود. مربیگری فرایندی گفتگو محور است که در آن تمام پتانسیل‌های مراجعه‌کننده کشف شده و با ایجاد مسئولیت پذیری در مراجع باعث یادگیری و تغییر رفتاری او خواهد شد. یک کوچ با پرسیدن سوالات درست به شما کمک می‌کند تا جواب مناسب خودتان را پیدا کنید.
در طی سالهای  گذشته مربیگری جایگاه ویژه ای در کشور ما به خود اختصاص داده است و تبدیل به موضوع جذابی برای افراد در حرفه های مختلف شده است. برای آشنایی بهتر با مربیگری بهتر است در ابتدا به تاریخچه آن نگاهی بیاندازیم. اولین استفاده ای که از واژه ی “کوچ” صورت گرفته است به سال ۱۸۳۰ و دانشگاه آکسفورد برمی گردد. در آن زمان کوچ به معلم خصوصی گفته می شد که دانشجویی را در طی فرآیند امتحان همراهی می کرد. بعد از آن، در سال ۱۸۶۰، واژه ی کوچ در ورزش نیز جایگاه پیدا کرد.
«مربیگری همراهی کردن مُراجع در یک فرآیند متفکرانه و خلاقانه است که به او کمک می کند پتانسیل های فردی و شغلی خود را به بهترین نحو ارتقاء بخشد.”
آنچه از این تعریف برمی آید این است که مربیگری تلاشی است برای کمک به افراد برای ایجاد کردن تغییراتی که مایلند در زندگی شان بدهند، و کمک به آنها برای حرکت در مسیر مطلوب و مورد علاقه شان. در واقع، مربیگری به افراد کمک می کند توانایی های بالقوه خود را بالفعل کنند و از این طریق عملکردشان را در زندگی فردی، اجتماعی و شغلی بهبود بخشند. در مربیگری عقیده بر این است که افراد به صورت درونی جواب مشکلاتشان را می دانند، ولی برای دست یافتن به آن نیاز به کمک دارند. بنابراین، کوچ چیزی به مراجع یاد نمی دهد بلکه به او در فرآیند یادگیری کمک می کند..
یک مربی در زمینه‌های مختلف، برای افراد، در جایگاه‌های متفاوت می‌تواند مفید و مؤثر باشد. در یکی از شاخص‌ترین دسته‌بندی‌های مربیگری می‌توان به موارد زیر اشاره کرد:
- مربیگری کسب‌وکار (به انگلیسی: Business Coaching)
- مربیگری اجرایی (به انگلیسی: Executive Coaching)
- مربیگری عملکرد (به انگلیسی: Performance Coaching)
- مربیگری مهارت (به انگلیسی: Skills Coaching)
- مربیگری فردی (به انگلیسی: Personal Coaching)
- مربیگری زندگی (به انگلیسی: Life coaching)
- مربیگری مالی (Financial Coaching)

## کوچ
کوچ (به انگلیسی: Coach)، معلم، روانشناس یا مشاور نیست، او برای مسائل و مشکلات افراد راهکاری ارائه نمی‌کند، کسی را نیز نصیحت نمی‌کند. وی کمک می‌کند تا افراد خودشان، برای رسیدن به آگاهی و رسیدن به پاسخ‌ها حرکت کنند و پیچیدگی‌های ذهنی خود را رها کرده و به شفافیت برسند. افراد به کمک کوچ به آگاهی‌هایی در مورد خودشان و اهدافشان دست می‌یابند.

## پیدایش واژه مربی (Coach)
پیدایش واژه مربی (به انگلیسی: Coach) مربوط به قرن پانزدهم میلادی و روستایی به نام Kocs در شمال غربی مجارستان می‌‌باشد . این روستا بخاطر نوآوری‌هایی که در آن زمان داشت بسیار معروف بود. امرار معاش اهالی روستا با چرخ‌هایی ابتدایی بود اما این چرخ‌ها در اوایل قرن شانزدهم توسعه یافته و به صورت گردونه‌هایی مجلل برای حمل‌ونقل مردم استفاده می‌شد. این وسیله بعدها در اروپا به محبوبیت بالایی رسید و با نام مربی (Coach) شناخته می‌شد.
اولین استفاده‌ای که از واژه مربی (Coach) صورت گرفته است به سال ۱۸۳۰ و دانشگاه آکسفورد برمی‌گردد. در آن زمان مربی (Coach)به معلم خصوصی گفته می‌شد که دانشجویی را در طی فرآیند امتحان همراهی می‌کرد . بعد از آن، در سال  ۱۸۶۰ ، واژهٔ مربی در ورزش نیز جایگاه پیدا کرد.
کمتر از ۵۰ سال بعد با ورود مربیگری به عنوان یک روش مدیریت و رهبری زندگی و کسب‌وکار، توانست محبوبیت زیادی کسب کند و امروزه به یکی از سریعترین‌های حوزه صنعت از نظر رشد در ۱۰ سال گذشته تبدیل شده است.
وایلد فلاور بر اهمیت چندین جریان مهم تأکید کرده که تأثیرات مناسب و نامناسبی بر کوچها داشته اند یکی از این جریانها جنبش پتانسیل انسانی است.

## مربیگری کسب‌وکار
مربیگری کسب‌وکار (به انگلیسی: Business Coaching) به معنی نوعی از رهبری کسب‌وکار است که با هدایتگری و آموزش دادن کارمندان متفاوت است. روند کار به این صورت است که یک فرد به عنوان مربی در سازمان حضور پیدا می‌کند و به‌ صورت متفاوتی کسب‌وکار و همچنین تک تک اعضای آن را مورد بررسی قرار می‌دهد. 
اهداف و چشم‌ انداز کسب‌وکار را مشخص می‌کند و با مهارت‌های ارتباطی و فنون مربیگری، کارمندان را ترغیب به تحقق اهداف سازمان به وسیله خودشان می‌کند. 
مخاطبان مربیگری کسب‌وکار عموماً کارآفرینان و صاحبان کسب‌وکارهایی هستند که فارغ از وسعت کسب‌وکارشان، قصد ایجاد تغییرات بنیادی را دارند.

## کاربردها
مربیگری حرفه‌ای، طیف وسیعی از مهارت‌‌های ارتباطی را نظیر بیان اهداف، شنوایی، سؤال کردن، شفاف‌سازی و غیره را شامل می‌شود تا مخاطبین روش‌های مختلفی را برای رسیدن به اهداف خود کشف کنند. این مهارت‌ها در بیشتر انواع مربیگری‌ها استفاده می‌شوند. بسیاری از صنایع سعی می‌کنند این واقعیت را که کارکنان در برابر تغییر دچار یک مقاومت ناخودآگاه می‌ شوند از میان بردارند. اما مربیگری سرمایه انسانی در شرکت‌های صنعتی، به عنوان سبک جدید و خردمندانه‌ای از مدیریت، بیشترین ارزش را به صنعت روانه می‌کند.